# Геоматика
Геоматика (англ. geomatics) — совокупность применений информационных технологий, мультимедиа и средств телекоммуникации для обработки данных, анализа геосистем, автоматизированного картографирования. Термин, употребляемый как синоним геоинформатики, или геоинформационного картографирования.

## Обзор
Термин геоматика был предложен Бернардом Дабюссоном (англ. B. Dubuisson) в 1969 году.
Хорошее определение термина геоматика предлагается на сайте Университета Калгари:

«Геоматика — современная дисциплина, которая объединяет сбор, моделирование, анализ и управление данными, которые имеют пространственную привязку (работает с данными, идентифицированными согласно их местоположениям). Базирующаяся на достижениях географии и геодезии, геоматика использует наземные, морские, воздушные и спутниковые датчики для получения пространственных и связанных с пространственными данных. Она включает процесс преобразования пространственно привязанных данных с определёнными точностными характеристиками из различных источников в обычные информационные системы.»